# 國民中心黨
國民中心黨（韩语：／ Gungminjungsimdang），简称国中党，是由韓國前忠清南道知事沈大平创立的以忠清道為根据地的保守主義政黨，它吸收了許多同樣以該地為基礎的自由民主聯合的成員，2008年并入自由先进党。

## 外部連結
- 國民中心黨官方網站